# Melianthus
- Commons
- Wikispecies

Melianthus L. é um gênero botânico da família Melianthaceae.

## Espécies
- Melianthus comosus
- Melianthus major
- Melianthus pectinatus
- Lista completa

## Classificação do gênero
| Sistema | Classificação                      | Referência               |
| ------- | ---------------------------------- | ------------------------ |
| Linné   | Classe Didynamia, ordem Polypetala | Species plantarum (1753) |